# Sankt Peter am Kammersberg
Sankt Peter am Kammersberg je městys ležící v rakouské spolkové zemi Štýrsko asi 17 km severně od správního střediska Murau. Obec se dělí na místní části St. Peter, Mitterdorf, Feistritz, Pöllau am Greim, Kammersberg, Peterdorf, Althofen a protéká jí potok Katschbach. Žije zde 2091 obyvatel, jejichž starostkou je Sonja Pilgram (SPÖ).
Dominantou obce je farní kostel svatého Petra.

## Historie
První písemné zmínky o obci sahají do roku 1160. Na počátku 14. století, roku 1307, se obec připomínala jako sand Peter pey Welcz. O přibližně sto let později (1413) byla její poloha uváděna under dem Chamersperg. V 15. století se v latinských dokumentech objevila jako Sanctus Petrus infra montem Kamersperg. Během 18. a 19. století se pro obec používalo pojmenování St. Peter unter dem Kammersberg.

## Hospodářství a infrastruktura
Prochází tudy ve směru z východu na západ silnice L501, ze které odbočuje severním směrem komunikace označená L512. Železniční trať tudy není vedena. Nejbližší zastávka se nachází ve 12 kilometrů jihovýchodně vzdálené obci Frojach.

## Galerie

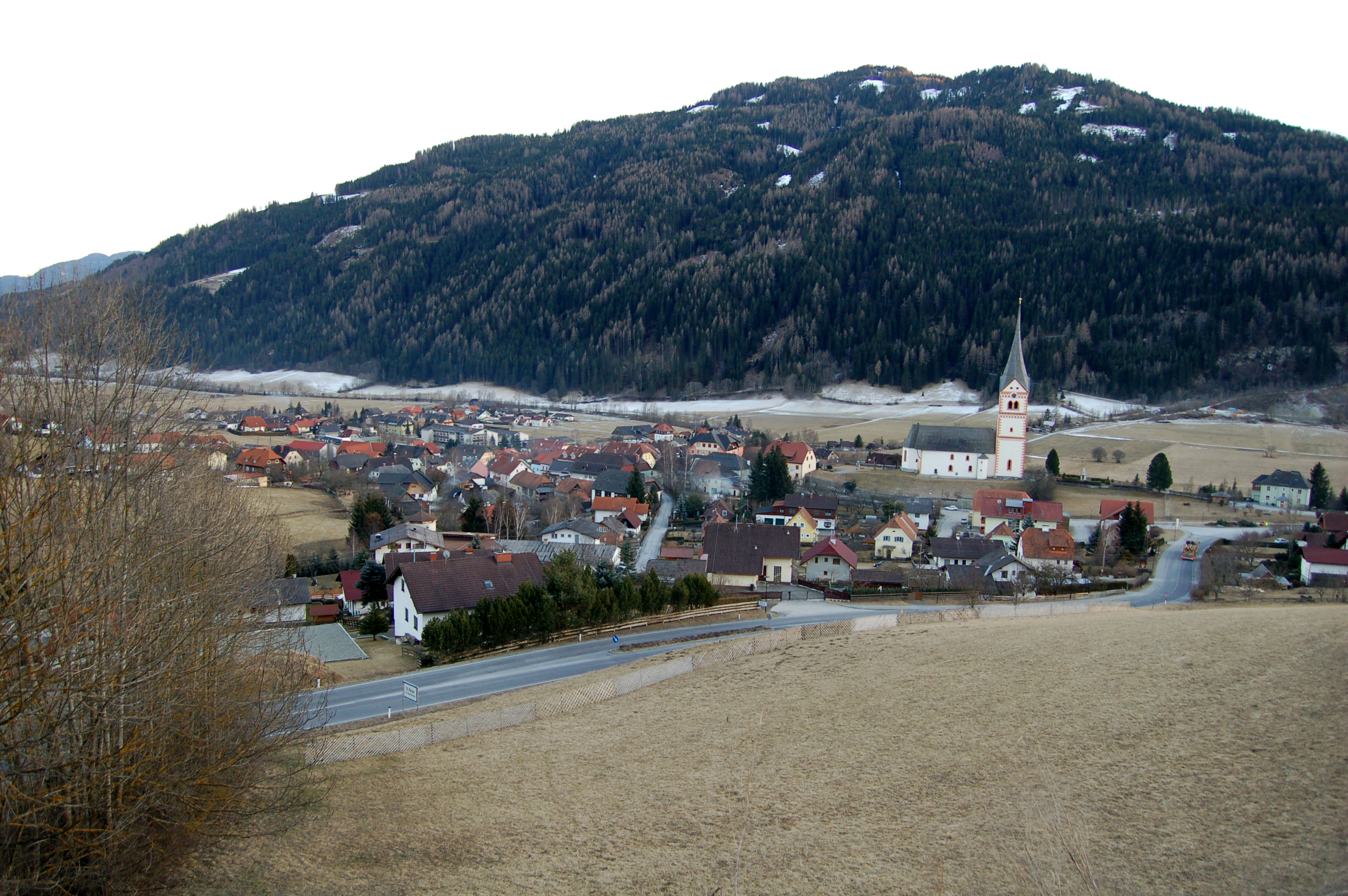
Pohled na obec
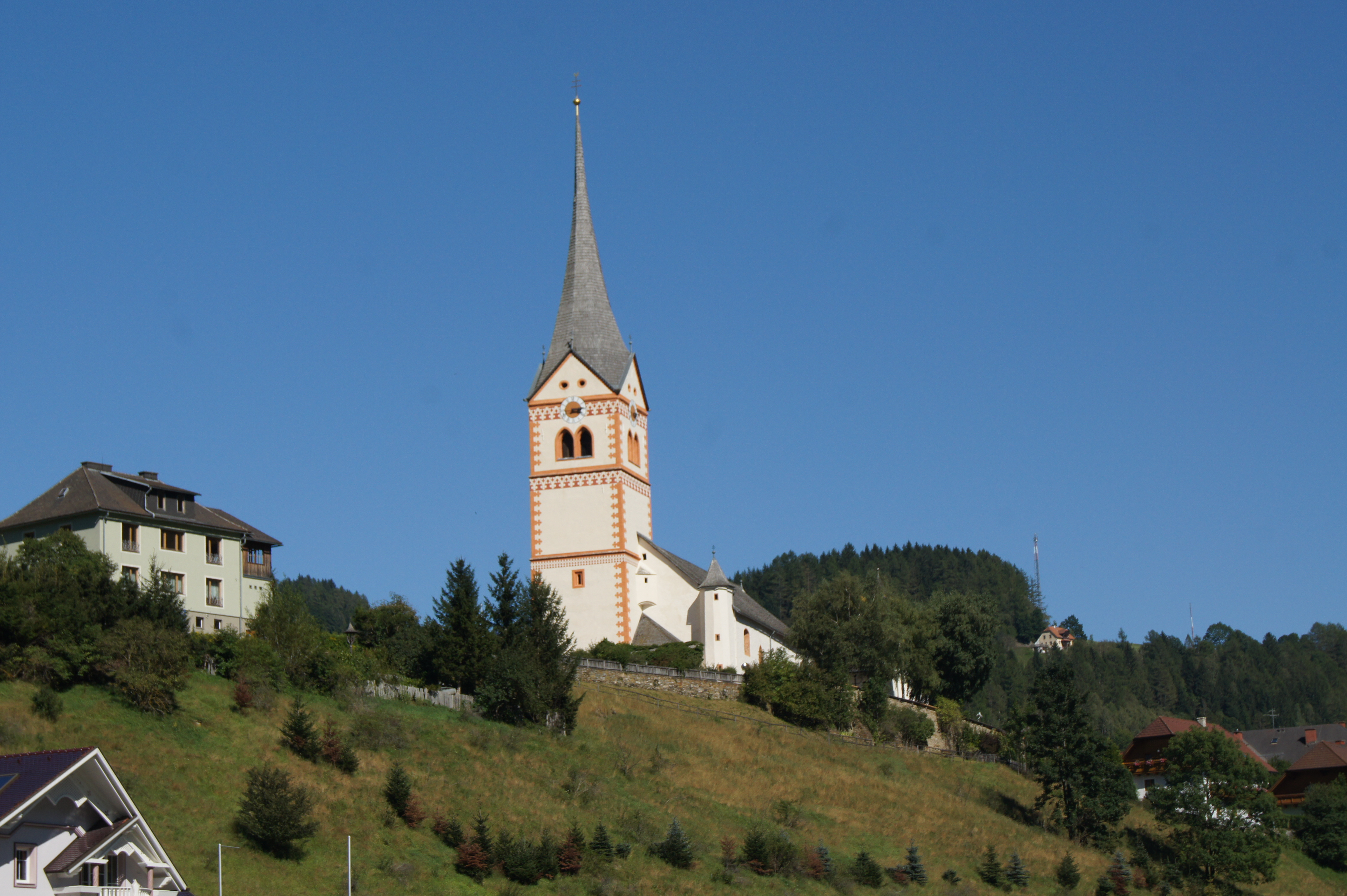
Farní kostel svatého Petra